# Пахомий Логофет
Пахо́мий Логофе́т (греч. Παχώμιος Λογοθέτης) или Пахо́мий Серб (ум. не ранее 1484) — иеромонах, агиограф, гимнограф, составитель и редактор ряда житий святых, похвальных «Слов», служб и канонов, переводчик.

## Биография
Биографические сведения о нём скудны, неясны, нередко противоречивы. По происхождению он, вероятнее всего, был серб, — «сербин», как называется он в рукописях, — жил сначала на Афоне, в то же время анализ языка его ранних произведений позволяет предположить, что Пахомий, возможно, был по происхождению русским.
Предположительно между 1429 и 1438 годами в сане иеромонаха прибыл из Афона в Новгород, а в 1440 году переселился в Великое княжество Московское.
Большую часть жизни в России Пахомий провел в Москве и Троице-Сергиевом монастыре, где работал над составлением житий и списыванием книг. Также жил в Новгороде (1458—1462).
Эти занятия принесли ему славу выдающегося стилиста и мастера написания житий, и около 1470 года он был вызван в Новгород архиепископом Ионой для составления житий новгородских святых. Большинство житий составлено Пахомием по заказу.
По отзывам современников, был монахом весьма достойным, «мужем благочестивым, проходящим иноческое житие со всяким опасением добрым».
Где и когда скончался, неизвестно; во всяком случае, не ранее 1484 года, — не ранее этого года могло быть составлено Пахомием приписываемое ему в рукописях «Житие Новгородского архиепископа Моисея».

## Стиль и значение
Он хорошо владел стилем славянской богослужебной литературы. Работая над своими книгами, Пахомий, как и многие авторы того времени,  не видел ничего предосудительного в заимствованиях из чужих произведений, в повторениях самого себя (особенно во вступлениях), в создании своих редакций — путём небольшой переработки текста, мозаичного соединения и просто дополнения предисловием и послесловием чужих произведений. Прозаические произведения Пахомия Логофета строятся обычно по четкой схеме: предисловие, основная часть, заключение. В предисловиях говорится о важности прославления праздников или святых.
В короткое время им были составлены многочисленные жития святых, о жизни которых он практически ничего не знал. В своих сочинениях Пахомий весьма свободно относился к историческим фактам и, ради поучительности рассказа, не стеснялся собственных прибавлений. Историческое значение большинства составленных им житий крайне незначительно.
В то же время очевидный литературный талант, «прелесть» стиля и риторическая благоукрашенность Пахомиевых житий надолго очаровали российскую житийную литературу. Именно Пахомием были заложены на русской почве основы некоего «канона», представляющего собой набор готовых клише, пригодных для написания жития практически любому святому, все исторические сведения о котором могли составлять лишь его имя, место подвига и тип подвижнической жизни.

## Произведения
- Слово похвально честному Покрову пресвятыя Владычица нашея Богородица и Приснодевеи Марии
- Похвальное Слово и канон преподобному Варлааму Хутынскому
- Житие преподобного Саввы Вишерского
- Житие преподобного Кирилла Белозерского
- Жития князя Михаила Черниговского и боярина Феодора
- Житие святителя Евфимия, архиепископа Новгородского
- Житие святителя Иоанна, архиепископа Новогородского
- Житие святителя Ионы, архиепископа Новгородского
- Житие святителя Моисея, архиепископа Новгородского
- Житие митрополита всея Руси святого Алексия
- Канон святителю Стефану, епископу Пермскому
- Каноны иконе Знамения Пресвятой Богородицы
- Канон преподобному Сергию Радонежскому
- Канон Божией Матери
- Канон преподобному Никону Радонежскому
- Канон святой равноапостольной великой княгине Ольге[1]
- Слово об убиении злочестивого царя Батыя